# نیت شیرهولتز
نیت شیرهولتز (انگلیسی: Nate Schierholtz؛ زادهٔ ۱۵ فوریهٔ ۱۹۸۴) بازیکن بیس‌بال اهل ایالات متحده آمریکا است.